# Acacia sparsiflora
Acacia sparsiflora är en ärtväxtart som beskrevs av Joseph Henry Maiden. Acacia sparsiflora ingår i släktet akacior, och familjen ärtväxter. Inga underarter finns listade i Catalogue of Life.